# ICD-10 第3章:血液および造血器の疾患ならびに免疫機構の障害
本項は、『疾病及び関連保健問題の国際統計分類』第10版（ICD-10）の「第3章:血液および造血器の疾患ならびに免疫機構の障害」の一覧である。

## D50-D89 - 血液・造血器疾患および免疫機能障害

### (D50-D53) 栄養性貧血
- D50 鉄欠乏性貧血
  - D50.0 失血による鉄欠乏性貧血(慢性)
  - D50.1 鉄欠乏性えん<嚥>下障害
  - D50.8 その他の鉄欠乏性貧血
  - D50.9 鉄欠乏性貧血，詳細不明
- D51 ビタミンB12欠乏性貧血
  - D51.0 ビタミンB12欠乏性貧血，内因子欠乏によるもの
  - D51.1 ビタミンB12欠乏性貧血，たんぱく<蛋白>尿を伴う選択的ビタミンB12吸収不良によるもの
  - D51.2 トランスコバラミン2欠乏症
  - D51.3 その他の食事性ビタミンB12欠乏性貧血
  - D51.8 その他のビタミンB12欠乏性貧血
  - D51.9 ビタミンB12乏性貧血，詳細不明
- D52 葉酸欠乏性貧血
  - D52.0 食事性葉酸欠乏性貧血
  - D52.1 薬物誘発性葉酸欠乏性貧血
  - D52.8 その他の葉酸欠乏性貧血
  - D52.9 葉酸欠乏性貧血，詳細不明
- D53 その他の栄養性貧血
  - D53.0 たんぱく<蛋白>欠乏性貧血
  - D53.1 その他の巨赤芽球性貧血，他に分類されないもの
  - D53.2 壊血病性貧血
  - D53.8 その他の明示された栄養性貧血
  - D53.9 栄養性貧血，詳細不明

### (D55-D59)溶血性貧血
- D55 酵素障害による貧血
  - D55.0 グルコース－6－リン<燐>酸脱水素酵素[G6PD]欠損による貧血
  - D55.1 その他のグルタチオン代謝障害による貧血
  - D55.2 解糖系酵素障害による貧血
  - D55.3 ヌクレオチド代謝障害による貧血
  - D55.8 酵素障害によるその他の貧血
  - D55.9 酵素障害による貧血，詳細不明
- D56 サラセミア<地中海貧血>
  - D56.0 アルファサラセミア<地中海貧血>
  - D56.1 ベータサラセミア<地中海貧血>
  - D56.2 デルタ・ベータサラセミア<地中海貧血>
  - D56.3 サラセミア<地中海貧血>保因者
  - D56.4 遺伝性高胎児ヘモグロビン<血色素>症[HPFH]
  - D56.8 その他のサラセミア<地中海貧血>
  - D56.9 サラセミア<地中海貧血>，詳細不明
- D57 鎌状赤血球障害
  - D57.0 鎌状赤血球貧血，クリーゼを伴うもの
  - D57.1 鎌状赤血球貧血，クリーゼを伴わないもの
  - D57.2 重複ヘテロ複合型鎌状化障害
  - D57.3 鎌状赤血球保因者
  - D57.8 その他の鎌状赤血球障害
- D58 その他の遺伝性溶血性貧血
  - D58.0 遺伝性球状赤血球症
  - D58.1 遺伝性楕円赤血球症
  - D58.2 その他の異常ヘモグロビン<血色素>症
  - D58.8 その他の明示された遺伝性溶血性貧血
  - D58.9 遺伝性溶血性貧血，詳細不明
- D59 後天性溶血性貧血
  - D59.0 薬物誘発性自己免疫性溶血性貧血
  - D59.1 その他の自己免疫性溶血性貧血
  - D59.2 薬物誘発性非自己免疫性溶血性貧血
  - D59.3 溶血性尿毒症症候群
  - D59.4 その他の非自己免疫性溶血性貧血
  - D59.5 発作性夜間ヘモグロビン<血色素>尿症[マルキャファーヴァ・ミケリ症候群]
  - D59.6 その他の外因による溶血性ヘモグロビン<血色素>尿症
  - D59.8 その他の後天性溶血性貧血
  - D59.9 後天性溶血性貧血，詳細不明

### (D60-D64) 無形成性貧血及びその他の貧血
- D60 後天性赤芽球ろう<癆>[赤芽球減少症]
  - D60.0 慢性後天性赤芽球ろう<癆>
  - D60.1 一過性後天性赤芽球ろう<癆>
  - D60.8 その他の後天性赤芽球ろう<癆>
  - D60.9 後天性赤芽球ろう<癆>，詳細不明
- D61 その他の無形成性貧血
  - D61.0 体質性再生不良性貧血
  - D61.1 薬物誘発性再生不良性貧血
  - D61.2 その他の外的因子による再生不良性貧血
  - D61.3 特発性再生不良性貧血
  - D61.8 その他の明示された無形成性貧血
  - D61.9 無形成性貧血，詳細不明
- D62 急性出血後貧血
- D63 他に分類される慢性疾患における貧血
  - D63.0 新生物性疾患における貧血
  - D63.8 他に分類されるその他の慢性疾患における貧血
- D64 その他の貧血
  - D64.0 遺伝性鉄芽球性貧血
  - D64.1 続発性鉄芽球性貧血，疾病によるもの
  - D64.2 続発性鉄芽球性貧血，薬物及び毒素によるもの
  - D64.3 その他の鉄芽球性貧血
  - D64.4 先天性赤血球生成障害性貧血
  - D64.8 その他の明示された貧血
  - D64.9 貧血，詳細不明

### (D65-D69) 凝固障害，紫斑病及びその他の出血性病態
- D65 播種性血管内凝固症候群[脱線維素症候群]
- D66 遺伝性第Ⅷ因子欠乏症
- D67 遺伝性第Ⅸ因子欠乏症
- D68 その他の凝固障害
  - D68.0 フォン ウ<ヴ>ィルブランド＜ト>病
  - D68.1 遺伝性第ⅩⅠ因子欠乏症
  - D68.2 その他の凝固因子の遺伝性欠乏症
  - D68.3 循環抗凝固薬による出血性障害
  - D68.4 後天性凝固因子欠乏症
  - D68.8 その他の明示された凝固障害
  - D68.9 凝固障害，詳細不明
- D69 紫斑病及びその他の出血性病態
  - D69.0 アレルギー性紫斑病
  - D69.1 血小板機能異常症
  - D69.2 その他の血小板非減少性紫斑病
  - D69.3 特発性血小板減少性紫斑病
  - D69.4 その他の原発性血小板減少症
  - D69.5 続発性血小板減少症
  - D69.6 血小板減少症，詳細不明
  - D69.8 その他の明示された出血性病態
  - D69.9 出血性病態，詳細不明

### (D70-D77) 血液及び造血器のその他の疾患
- D70 無顆粒球症
- D71 多形核好中球機能障害
- D72 白血球のその他の障害
  - D72.0 白血球の遺伝性異常
  - D72.1 好酸球増加症
  - D72.8 その他の明示された白血球の障害
  - D72.9 白血球の障害，詳細不明
- D73 脾疾患
  - D73.0 脾機能低下症
  - D73.1 脾機能亢進症
  - D73.2 慢性鬱血性脾腫
  - D73.3 脾膿瘍
  - D73.4 脾のう<嚢>胞
  - D73.5 脾梗塞
  - D73.8 その他の脾疾患
  - D73.9 脾疾患，詳細不明
- D74 メトヘモグロビン血症
  - D74.0 先天性メトヘモグロビン血症
  - D74.8 その他のメトヘモグロビン血症
  - D74.9 メトヘモグロビン血症，詳細不明
- D75 血液及び造血器のその他の疾患
  - D75.0 家族性赤血球増加症
  - D75.1 続発性<二次性>赤血球増加症<多血症>
  - D75.2 本態性血小板増加症
  - D75.8 血液及び造血器のその他の明示された疾患
  - D75.9 血液及び造血器の疾患，詳細不明
- D76 リンパ細網組織及び細網組織球系の疾患
  - D76.0 ランゲルハンス細胞組織球症，他に分類されないもの
  - D76.1 血球貪食性リンパ組織球症
  - D76.2 血球貪食症候群，感染症に関連するもの
  - D76.3 その他の組織球症症候群
- D77 他に分類される疾患における血液及び造血器のその他の障害

### (D80-D89) 免疫機構の障害
- D80 主として抗体欠乏を伴う免疫不全症
  - D80.0 遺伝性低ガンマグロブリン血症
  - D80.1 非家族性低ガンマグロブリン血症
  - D80.2 選択的免疫グロブリンA[IgA]欠乏症
  - D80.3 選択的免疫グロブリンG[IgG]サブクラス欠乏症
  - D80.4 選択的免疫グロブリンM[IgM]欠乏症
  - D80.5 免疫グロブリンM[IgM]増加を伴う免疫不全症
  - D80.6 正常又は高免疫グロブリン血症を伴う抗体欠乏症
  - D80.7 乳児一過性低ガンマグロブリン血症
  - D80.8 主として抗体欠乏を伴うその他の免疫不全症
  - D80.9 主として抗体欠乏を伴う免疫不全症，詳細不明
- D81 複合免疫不全症
  - D81.0 細網系異形成を伴う重症複合免疫不全症[SCID]
  - D81.1 T細胞及びB細胞の減少を伴う重症複合免疫不全症[SCID]
  - D81.2 B細胞数が減少又は正常な重症複合免疫不全症[SCID]
  - D81.3 アデノシン・デアミネース<脱アミノ酵素>[ADA]欠乏症
  - D81.4 ネゼロフ症候群
  - D81.5 プリンヌクレオシドホスホリラーゼ<リン酸化酵素>[PNP]欠乏症
  - D81.6 主要組織適合遺伝子複合体クラスⅠ欠乏症
  - D81.7 主要組織適合遺伝子複合体クラスⅡ欠乏症
  - D81.8 その他の複合免疫不全症
  - D81.9 複合免疫不全症，詳細不明
- D82 その他の大きな欠損に関連する免疫不全症
  - D82.0 ウィスコット・アルドリッチ症候群
  - D82.1 ディ ジョージ症候群
  - D82.2 短肢性低身長を伴う免疫不全症
  - D82.3 EBウイルスに対する遺伝的反応異常に続発する免疫不全症
  - D82.4 高免疫グロブリンE[IgE]症候群
  - D82.8 その他の明示された大きな欠損に関連する免疫不全症
  - D82.9 大きな欠損に関連する免疫不全症，詳細不明
- D83 分類不能型免疫不全症
  - D83.0 B細胞の数及び機能の顕著な異常を伴う分類不能型免疫不全症
  - D83.1 顕著な免疫調節性T細胞障害を伴う分類不能型免疫不全症
  - D83.2 B細胞又はT細胞に対する自己抗体を伴う分類不能型免疫不全症
  - D83.8 その他の分類不能型免疫不全症
  - D83.9 分類不能型免疫不全症，詳細不明
- D84 その他の免疫不全症
  - D84.0 リンパ球機能抗原－1[LFA－1]欠乏症
  - D84.1 補体系の欠乏症
  - D84.8 その他の明示された免疫不全症
  - D84.9 免疫不全症，詳細不明
- D86 サルコイドーシス
  - D86.0 肺サルコイドーシス
  - D86.1 リンパ節サルコイドーシス
  - D86.2 リンパ節サルコイドーシスを伴う肺サルコイドーシス
  - D86.3 皮膚サルコイドーシス
  - D86.8 その他及び複合部位のサルコイドーシス
  - D86.9 サルコイドーシス，詳細不明
- D89 その他の免疫機構の障害，他に分類されないもの
  - D89.0 多クローン性高ガンマグロブリン血症
  - D89.1 クリオグロブリン血症
  - D89.2 高ガンマグロブリン血症，詳細不明
  - D89.8 その他の明示された免疫機構の障害，他に分類されないもの
  - D89.9 免疫機構の障害，詳細不明